# Rat für Internationale Organisationen der medizinischen Wissenschaft
Der Rat für Internationale Organisationen der medizinischen Wissenschaft (englisch Council for International Organization of Medical Sciences, CIOMS) ist eine internationale, regierungsunabhängige und nicht gewinnorientierte Organisation, die im Jahre 1949 durch die Weltgesundheitsorganisation (WHO) und die Organisation der Vereinten Nationen für Erziehung, Wissenschaft und Kultur (UNESCO) ins Leben gerufen wurde.
Durch seine Mitglieder ist CIOMS ein substanzieller Bestandteil der wissenschaftlichen biomedizinischen Gemeinschaft. Im Jahr 2003 zählte der CIOMS 48 internationale Mitglieder, meist vertreten durch nationale Akademien und Räte aus der medizinischen Forschung.

## Hauptziele
- Die Erleichterung und Förderung internationaler Aktivitäten im Bereich biomedizinischer Wissenschaft
- Die Pflege der Beziehungen zu den Vereinten Nationen und seinen spezialisierten Agenturen (hauptsächlich der WHO und der UNESCO)
- Generelle Dienste zum Wohl der wissenschaftlichen Interessen der biomedizinischen Gemeinschaft

## Umsetzung der Ziele
- Erstellung einer Richtlinie zur Bioethik
- Gesundheitspolitik, Ethik und humanitäre Werte
- Entwicklung von Arzneimitteln und post-Marketing-Nutzen-Risiko-Beurteilung
- Internationale Nomenklatur von Krankheiten

## Bioethik
Die bioethischen Richtlinien des CIOMS finden sich im Buch International Ethical Guidelines for Biomedical Research Involving Human Subjects.

## Arbeitsgruppen
Der CIOMS hat verschiedene Arbeitsgruppen gebildet, die sich um die Belange der Überwachung und Beurteilung des Nutzens und Risikos (Arzneimittelnebenwirkungen) kümmern. Folgende Werke wurde beispielsweise durch Arbeitsgruppen verabschiedet:
- CIOMS Working Group I: Internationale Berichterstattung über unerwünschte Arzneimittelwirkungen (International Reporting of Adverse Drug Reactions, 1999)[6]
- CIOMS-I-Formblatt zur Meldung unerwünschter Arzneimittelwirkungen[6]
- CIOMS Working Group II: Internationale Berichterstattung der regelmäßigen Zusammenfassungen zur Arzneimittelsicherheit (International Reporting of Periodic Drug-Safety Update Summaries, 1992)[6]
- CIOMS Working Groups III & V: Leitlinien für die Erstellung von Kerninformationen über die klinische Sicherheit von Arzneimitteln, mit Fokus auf die „Investigator’s Brochure“ – Handbuch für den Prüfer (Guidelines for Preparing Core Clinical-Safety Information on Drugs Second Edition, 1999)[7]
- CIOMS Working Group IV: Nutzen-Risiko-Verhältnis für vermarktete Arzneimittel: Auswertung von Sicherheitssignalen (Benefit-Risk Balance for Marketed Drugs: Evaluating Safety Signals, 1999)[8]
- CIOMS Working Group V: Herausforderungen in der Pharmakovigilanz: Pragmatische Ansätze (Current Challenges in Pharmacovigilance: Pragmatic Approaches, 2001)[9]
- CIOMS Working Group VI: Management von Unbedeklichkeitsinformationen aus klinischen Prüfungen (Management of Safety Information from Clinical Trials, 2006)[10]
- CIOMS Working Group VII: Unbedenklichkeitsbericht aus der Entwicklung (DSUR): Harmonisierung von Format und Inhalt des periodischen Unbedenklichkeitsberichts während der klinischen Prüfung (Development Safety Update Report (DSUR): Harmonizing the Format and Content for Periodic Safety Report during Clinical Trials, 2005)[11]
- CIOMS Working Group VIII: Praktische Aspekte der Signalerkennung in der Pharmakovigilanz (Practical Aspects of Signal Detection in Pharmacovigilance, 2010)[12]
- CIOMS Working Group IX: Praktische Ansätze zur Risikominimierung bei Arzneimitteln (Practical Approaches to Risk Minimisation for Medicinal Products, 2014)[13]
- CIOMS Working Group X: Evidenz-Synthese und Meta-Analyse (Evidence Synthesis and Meta-Analysis, 2016)[14]

Die Arbeitsgruppen XI bis XIII arbeiten an den folgenden Themen:
- CIOMS Working Group XI (gegründet 2018): Einbindung der Patienten[15]
- CIOMS Working Group XII (gegründet 2019): Nutzen-Risiko-Verhältnis für Arzneimitteln[16]
- CIOMS Working Group XIII (gegründet 2020): Daten und Evidenz aus der realen Welt für die regulatorische Entscheidungsfindung[17]